# Старошарипово
Старошарипово (баш. Иҫке Шәрип) — деревня в Давлекановском районе Республики Башкортостан Российской Федерации. Входит в состав Соколовского сельсовета.

## География

### Географическое положение
Находится на правом берегу реки Дёмы.
Расстояние до:
- районного центра (Давлеканово): 12 км,
- центра сельсовета (Соколовка): 5 км,
- ближайшей ж/д станции (Давлеканово): 12 км.

## Население
| 2002 | 2009 | 2010 |
| ---- | ---- | ---- |
| 104  | ↗119 | ↗126 |

Согласно переписи 2002 года, преобладающая национальность — башкиры (89 %).